# Zoologie
Zoologia este o ramură a biologiei care se ocupă cu studiul organismelor încadrate în regnul Animalia. La momentul actual, organismele sunt clasificate în 5 regnuri: Monera, Protozoa, Fungi, Plantae și Animalia. Termenul de zoologie provine de la cuvintele grecești zoon = animal și logos = știință. Zoologia studiază structura, funcțiile, comportarea, dezvoltarea, filogenia, clasificarea, distribuirea și utilizarea animalelor, modul de viață și relația lor cu mediul. La dezvoltatarea zoologiei au adus contribuții remarcabile și cercetările unor savanți români, precum Emil Racoviță, Grigore Antipa și alții.

## Istoria zoologiei
Zoologia începe odată cu descrierele lui Aristotel asupra animalelor în lucrarea sa Istoria animalelor, unde a descris peste 500 specii de animale. Se spune că Alexandru Macedon, unul din foștii săi elevi, îi trimitea din expediții diferite specii de animale orientale, pentru a fi studiate. Acesta aduna colecții vaste de animale, unde acestea erau studiate. Aristotel a introdus un sistem primitiv de clasificare a animalelor, în dependență de sânge. El le-a clasificat de la om în jos, astfel:
Animale cu sânge
- animale patrupede care nasc pui (mamifere)
- pești
- reptile
- păsări
- amfibieni

Animale fără sânge
- insecte
- moluște
- crustacee

Militarul și biologul roman Pliniu cel Bătrân a scris o carte de 35 capitole despre animale în anul 65 d. chr., Historia Naturalis. În 1550, biologul elvețian Conrad Gesner a scris seria de cărți Historia animalum, în care a decris amănunțit câteva sute de specii. În secolul al XVIII-lea, Carl Linne a alcătuit un sistem de clasificare ce a rămas valabil până astăzi. În 1860, Charles Darwin propune teorema evoluției animalelor.